# دیوید اسکات
دیوید راندولف اسکات (به انگلیسی: David Randolph Scott) زادهٔ (۶ ژوئن ۱۹۳۲) فضانورد ناسا و هفتمین انسانی است که طی مأموریت آپولو ۱۵ بر کره ماه گام نهاد.